# MLS Cup 2024
La MLS Cup 2024 fue la 29ª edición de la MLS Cup, el partido por el campeonato de la Major League Soccer (MLS) y se jugó en el Dignity Health Sports Park en Carson, California. El encuentro se llevó a cabo el 7 de diciembre de 2024 entre el club Los Angeles Galaxy, campeón de la Conferencia Oeste y los New York Red Bulls, campeones de la Conferencia Este.
El Galaxy ganó su sexto campeonato de la MLS Cup tras vencer por 2–1 a los neoyorquinos y cortó una sequía de 10 años sin conseguir el máximo título de la liga estadounidense.

## Ruta de los finalistas
Para esta campaña 2024, Los Angeles Galaxy terminó en el segundo puesto de la Conferencia Oeste por detrás de su rival de ciudad, el Los Angeles FC (LAFC), mientras que los New York Red Bulls finalizaron en la séptima posición en el Este. Los angelinos sumaron 64 puntos en toda la temporada regular y terminaron en el cuarto lugar de la tabla de clasificación por la Supporters' Shield, mientras que la franquicia de Nueva York cosechó apenas 47 unidades en toda la campaña, posicionados en el lugar 16 en dicha tabla; lo que hizo que los Galácticos fueran designados como locales para esta final de MLS Cup tras su mejor ubicación en la tabla general. El Galaxy había llegado antes a nueve finales de la MLS, siendo el equipo con más finales de MLS Cup disputadas y con un saldo de 5 campeonatos (2002, 2005, 2011, 2012 y 2014) y 4 subcampeonatos (1996, 1999, 2001 y 2009); mientras que para los Red Bulls apenas era su segunda final, puesto que disputaron la final de la edición del 2008, en la que cayeron ante el Columbus Crew. El último enfrentamiento entre estas dos franquicias se dio en la temporada 2021, con triunfo para el elenco californiano por 3–2, incluyendo un hat-trick del delantero mexicano Javier Hernández.
Esta final de MLS Cup sería la primera final desde la edición 2014 en la que se enfrentarían equipos fundadores de la MLS, es decir, equipos que estuvieron desde la temporada inaugural de la liga en 1996, con el propio Galaxy y New England Revolution. Asimismo, esta es la primera final en toda la historia de la MLS Cup entre equipos de Nueva York y Los Ángeles, las dos metrópolis más pobladas dentro de Estados Unidos, curiosamente repitiéndose el suceso que se dio en la temporada 2024 en la MLB, con los Dodgers y Yankees enfrentándose en la Serie Mundial de 2024, cinco semanas atrás de este partido de fútbol.

### Los Angeles Galaxy
Los Angeles Galaxy había ganado su quinto y último campeonato en la edición 2014 para seguir confirmándose como la franquicia más ganadora de la liga, Los californianos habían conseguido tres ligas en cinco años bajo el mando del entrenador Bruce Arena. No obstante, el 22 de noviembre de 2016 abandonaría el cargo para ser seleccionador de los Estados Unidos, sustituyendo al alemán Jürgen Klinsmann. Tras la salida de Arena del equipo, la siguiente temporada de 2017 sería la peor de la historia de este equipo en la que únicamente cosecharon 32 puntos y terminaron en último lugar de la Conferencia Oeste y general. Y en las siguientes seis campañas solo clasificarían dos ocasiones a la postemporada. De hecho, en la campaña anterior del 2023, sumaron solo 36 puntos en 34 partidos, terminando en penúltimo lugar de la Conferencia Oeste y 26º general de 29 equipos, lo que ocasionó que el gerente general de turno Chris Klein fuera despedido, tras múltiples protestas de los fanáticos. No obstante, el entrenador norteamericano Greg Vanney fue retenido en su puesto y junto al nuevo gerente general Will Kuntz trabajaría para conseguir múltiples fichajes para reforzar la plantilla en un periodo de 16 meses, con la idea de que el juego girara en torno a su figura principal, el centrocampista español Riqui Puig; esto tras sanciones para fichar desde la temporada anterior por infringir la normativa de salarios para los futbolistas, lo que retrasó la configuración del equipo. En cuanto al nuevo plantel, el portero Jonathan Bond sería sustituido por el nuevo guardameta John McCarthy, quien sería fichado el 5 de enero desde sus rivales de ciudad Los Angeles FC, después de que estos últimos decidieran prescindir de sus servicios y contratar al conocido arquero francés Hugo Lloris. También, en el mismo mercado invernal, el elenco blanco angelino tendría como bajas a dos de sus Jugadores Franquicia; pues Javier Hernández abandonaría el equipo para regresar a México y firmar con el Guadalajara, y Douglas Costa regresaría a su Brasil natal para fichar por Fluminense. Sus reemplazos serían dos jóvenes extremos, siendo uno el brasileño Gabriel Pec, fichado el 30 de enero procedente del Vasco da Gama, bajo un contrato hasta 2028; y el otro, el ghanés Joseph Paintsil, anunciado el 21 de febrero, proveniente del KRC Genk belga, siendo que entre ambos hubo un gasto de 19 millones de dólares. Esto marcó una transformación en la designación de Jugadores Franquicia, en la búsqueda de talento joven pero también aceptando de vez en cuando a europeos veteranos.
La temporada comenzaría bien para los de Vanney, con una racha de seis partidos sin perder en el inicio de la temporada regular incluyendo dos en los que perdían por dos goles a cero, previo a su encuentro contra Los Angeles FC en el derbi de El Tráfico el 6 de abril, el cual perderían por 2–1. Su inicio de calendario sería complejo, con nueve salidas en los primeros 14 partidos, en la que tuvo una seguidilla de cinco juegos sin conseguir la victoria, incluyendo cuatro empates; que les hizo caer hasta la cuarta posición en el Oeste. Esto sucedió previo a una racha de cinco nuevos juegos siendo local en cuatro de ellos. No obstante, y a pesar de perder a sus centrocampistas Riqui Puig y el uruguayo Gastón Brugman a causa de lesiones, el equipo ganaría seis de sus siguientes siete cotejos para finales de junio y posicionarse en conjunto en la cima de la Conferencia Oeste con un récord de 14 victorias, 7 empates y 5 derrotas para un total de 49 puntos, previo a la pausa de la liga para la disputa de la Leagues Cup 2024.
En la fase de grupos de dicha competición, fueron emparejados en el sector 2 del Oeste con su rival San Jose Earthquakes y con el Guadalajara. En su primer partido, se enfrentaron a los Quakes en el clásico de California, y gracias a un gol del delantero español Miguel Berry, los angelinos salieron victoriosos por 1–2. Y para su segundo encuentro, a pesar de que el equipo mexicano les empató 2–2 en el último instante con un gol de Cade Cowell, los Galácticos vencerían al Rebaño en la tanda de penaltis por 5 a 4, y así consiguieron el primer lugar del grupo con 5 puntos. Sin embargo, en su primer partido eliminatorio de los dieciseisavos de final contra los Seattle Sounders disputado el 8 de agosto, los californianos perderían por 3–1 de visita y firmarían su tempranera eliminación. A pesar de quedar fuera de la Leagues Cup, el club angelino dio el gran bombazo del mercado de verano a finales de agosto, pues consiguieron contratar al reconocido mediocampista alemán Marco Reus, que finalizó su contrato con el Borussia Dortmund y venía de disputar la final de la Liga de Campeones de la UEFA. Tras terminar la Leagues Cup, se reanudó la liga y el 24 de agosto, en su debut con el equipo, Reus anotaba su primer gol como miembro del Galaxy en el juego que ganarían al Atlanta United por 2–0. Este triunfo significó la victoria número 400 en la historia de la franquicia. Aunque posteriormente, el onceno de Vanney tuvo un par de derrotas en septiembre, incluyendo un 4–2 en contra de visita ante los Timbers el día 18. Pese a esto, el Galaxy aseguró su lugar en los play-offs manteniendo su lugar en la punta de la Conferencia Oeste. Y, el 19 de octubre, en el Decision Day en su visita al Dynamo en Houston, parecía que los de Vanney aseguraban el primer lugar de la conferencia tras haber empatado provisionalmente con un gol de Gabriel Pec de penalti en el tiempo agregado, pero para su mala fortuna aquel día, al minuto 100 en el agregado, un gol de cabeza de Daniel Steres plasmaría el 2–1 final, a favor de los naranjas. Esta derrota, sumado a que el LAFC venció por 3–1 a los Earthquakes, hacía que los Black and Gold les quitaran el liderato por diferencia de goles pese a que ambos equipos angelinos igualaron con 64 puntos y 19 victorias cada uno, por lo que el Galaxy, tuvo que conformarse con el segundo lugar en el Oeste. El equipo blanco consiguió terminar imbatido como local en el Dignity Health Sports Park, además de que igualó su mayor marca de victorias en temporada regular (19) y de goles (69). Asimismo, en el aspecto individual, Gabriel Pec fue galardonado con el premio a la Contratación del Año, tras conseguir 16 goles y 14 asistencias en la campaña. Riqui Puig, también anotó 13 veces y asistió otras quince, lo que le permitió ser nombrado dentro del MLS Best XI. Los Galácticos impondrían un nuevo récord al ser la primera franquicia MLS con cuatro jugadores que anotaron 10 goles o más a lo largo de la temporada.
Como segundo lugar del Oeste, en la primera ronda, los angelinos se verían las caras con los Colorado Rapids, séptimos en la Conferencia. Y con el nuevo formato de los playoffs instaurado en la temporada pasada, se debía definir a una serie de tres partidos y el que ganara dos juegos pasaba a la siguiente ronda, alternando localías. El primer partido, se jugó el 26 de octubre, en casa de los californianos, donde darían una exhibición magistral aplastando a los visitantes por 5–0, incluyendo dobletes del delantero serbio Dejan Joveljić y de Riqui Puig. Y una semana después, el 1 de noviembre, el Dick's Sporting Goods Park sería testigo de otra demostración de fútbol fulminante del Galaxy, pues con un contundente 1–4, con anotaciones de Pec, Joseph Paintsil y Puig por duplicado, los de Vanney asegurarían la serie y clasificarían a las semifinales dejando tendidos a los de Colorado en su terreno. No obstante, su próximo juego de semifinales sería tres semanas después, con algunas series definidas a tres juegos y el descanso por actividad a nivel de selecciones nacionales, lo que molestó a Riqui Puig, y el español publicó un tweet catalogando como una "locura" el largo descanso de la MLS. Ya reanudada la liga, el 24 de noviembre se disputó la Semifinal de Conferencia, donde el conjunto entrenado por Vanney recibió de nuevo como local al sexto sembrado, el Minnesota United. No obstante, los del norte de la Unión Americana no fueron un rival para los californianos, pues con otra exhibición y presencia goleadora de su tridente en ataque con Pec, Paintsil y Joveljić marcando dos goles cada uno, el elenco blanco propinó una escandalosa goleada de 6–2 a los Loons, igualando el mayor número de goles en un juego de play-offs, para así avanzar a la final de la Conferencia Oeste con un nuevo récord de 15 goles en los primeros tres encuentros de postemporada.
El último obstáculo para llegar a la final de la MLS Cup serían los Sounders, colocados como cuartos en la Conferencia Oeste y que llegaron a la final tras dejar atrás al Dynamo en la primera ronda y a Los Angeles FC en la semifinal, siendo que estos últimos eran la mejor defensa del campeonato. El 30 de noviembre de 2024, de nueva cuenta, el Dignity Health Sports Park sería la sede de la batalla por representar al Oeste en la final, además de ser locales en dicho partido, puesto que el finalista de la Conferencia Este tuvo menos puntos que los dos del Oeste en la temporada regular. El cotejo comenzó vibrante con llegadas de peligro de ambos conjuntos, primero por parte de los Sounders a los dos minutos, que fue atajada por John McCarthy y a los 18 minutos, los angelinos respondieron con una volea con rebotes de Joveljić que fue repelida por Stefan Frei. Ambos equipos llegaban a ambas áreas, hasta que al minuto 40, los locales se salvaron del tanto de la visita con un tiro libre peligroso que McCarthy desvió al córner de un manotazo, terminando el descanso con empate sin goles. Para el segundo tiempo, los dos conjuntos continuaban con llegadas al área contraria pero sin precisión en los disparos, la mayoría bien atrapados por los dos guardametas. Hasta que, a cinco minutos para el final del tiempo regular, aprovechando un error de la defensa de Seattle y un gran pase de Riqui Puig, Joveljić lograría batir a Frei con un disparo raso, que resultaría en el primer y único gol del partido. Con el 1–0 final, el Galaxy lograba el anhelado pase a la final de la MLS Cup después de diez años sin lograrlo. Para mala fortuna del equipo galáctico antes de la gran definición, anunciaron que perdían a su máxima estrella creadora de juego para la final, pues comunicaron que Riqui Puig se había roto el ligamento cruzado anterior de su rodilla izquierda al minuto 60, pero arriesgó jugando el resto del partido, lo que agravó la lesión y cuya recuperación tardaba de seis a doce meses tras la resonancia magnética.

### New York Red Bulls

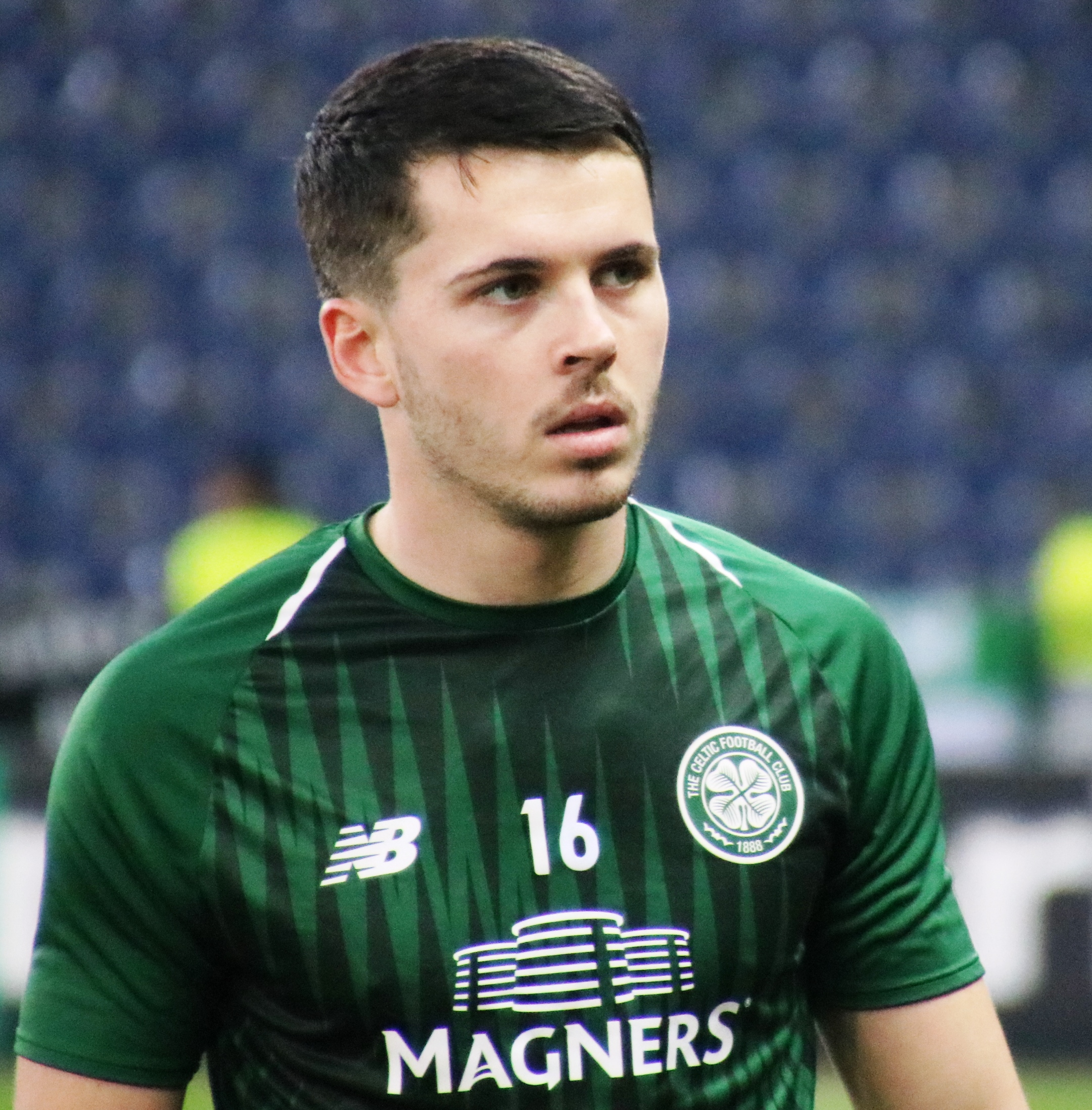
El extremo escocés Lewis Morgan (cuya fotografía es del 2018) fue el máximo goleador de los Red Bulls en la temporada regular tras regresar de múltiples lesiones en 2023.

Originalmente, el equipo jugó la temporada inaugural de 1996 bajo la denominación de New York MetroStars y continuó durante las siguientes temporadas, hasta que el 9 de marzo de 2006, Red Bull GmbH concretó la compra de la franquicia y desde aquel día compiten con su actual nombre. Tras perder su primera final contra Columbus Crew en la edición 2008, los Red Bulls no habían vuelto a la instancia definitoria. De hecho, habían registrado la mayor sequía de clasificar a playoffs sin conseguir el trofeo, con 14 presencias desde 2010 hasta 2023, y en todas los neoyorquinos se fueron con las manos vacías. A pesar de estos tropiezos, la franquicia logró conseguir tres trofeos Supporters' Shield en seis años, de 2013 a 2018. Para la campaña anterior del 2023, comenzaron bajo el mando del técnico austriaco Gerhard Struber, pero tras un flojo arranque con resultados que no gustaban ni a directivos ni a aficionados, el 8 de mayo de 2023, ambas partes llegaron a un acuerdo para terminar anticipadamente el vínculo laboral. Struber sería reemplazado por el estadounidense Troy Lesesne y con él se corrigió el camino, sumando al final 43 puntos en 34 partidos, terminando en octavo lugar de la Conferencia Este y 17º en la tabla general, clasificando a postemporada. En la ronda wild card vencieron al Charlotte FC para avanzar a la primera ronda eliminatoria, pero en la serie de dicha etapa ante el FC Cincinnati, los de la Gran Manzana cayeron en dos partidos y fueron eliminados, siendo la quinta temporada consecutiva en la que los Toros Rojos no conseguirían pasar más allá de la primera ronda. Asimismo, el 14 de noviembre de 2023, la franquicia comunicó que Lesesne no continuaba como entrenador, pues la dirigencia tomó la decisión de no renovar su contrato.
Un mes después, el 14 de diciembre de 2023, la franquicia comunicó que el alemán Sandro Schwarz era oficialmente nombrado como entrenador del equipo procedente del Hertha de Berlín de la Bundesliga, con el objetivo de jugar con base en la "presión alta" de los equipos del conglomerado deportivo de Red Bull. Dos días después del anuncio del nuevo director técnico, el 16 de diciembre de 2023, anunciaron la contratación del centrocampista sueco Emil Forsberg, que llegaba desde el RB Leipzig alemán, club "hermano" de la franquicia neoyorquina. Ya en enero de 2024, planeando la nueva temporada, el equipo de Red Bull informaba que el defensa central sueco Noah Eile llegaba a la plantilla procedente del Malmö FF de su país natal, al igual que comunicaban el regreso del atacante escocés Lewis Morgan a los entrenamientos con el primer equipo tras un 2023 complicado debido a una lesión que lo aquejaba en la cadera y para la que tuvo que realizarse cirugía.
Los Red Bulls comenzaron la temporada 2024 sumando 14 puntos en sus primeros 7 partidos, posicionándose en la punta de la Conferencia Este y también de toda la liga, incluyendo la victoria del 23 de marzo por 4–0 sobre el Inter Miami y con altas contribuciones ofensivas de su atacante belga Dante Vanzeir. Durante sus primeros diez cotejos, sólo registraron una caída, pero también cinco empates tras conceder goles en los minutos finales de los partidos; cayendo al tercer puesto de la conferencia Este a principios de mayo. De hecho, el día 4 de mayo se vieron las caras con el mismo equipo de Miami en el Chase Stadium, y los neoyorquinos salieron humillados por 6–2, en un partido en el que los referentes mundiales de los Herons brillaron, con un hat-trick del delantero uruguayo Luis Suárez y una exhibición magistral del reconocido ariete argentino Lionel Messi, quien anotó un gol mas dio cinco asistencias aquella noche. A pesar de esa escandalosa derrota, los pupilos de Schwarz ganaron cuatro de sus cinco siguientes cotejos, manteniendo su cuarta posición en la conferencia. Sin embargo, durante el descanso internacional de junio, los Red Bulls tendrían dos bajas en el eje de ataque, pues Emil Forsberg sufrió una lesión mientras jugaba un amistoso con la selección sueca el 8 de junio lo que lo colocó en la lista de reserva de lesionados, y Lewis Morgan sería convocado con la selección de Escocia para disputar el campeonato europeo en Alemania. Sumado a esto, previo a la pausa por la Leagues Cup, si bien tuvieron ocho partidos sin perder, sólo consiguieron dos triunfos, señalando la falta de gol y la ausencia de Forsberg, a pesar de que tenían múltiples disparos al arco rival.
En la fase de grupos de dicha competencia, los de la Gran Manzana fueron colocados en el grupo 6 del Este, junto al Toronto FC y con el Pachuca, y ambos partidos se disputaban en el Red Bull Arena. Sin embargo, en el primer encuentro del 27 de julio ante la franquicia canadiense no pasaron del empate sin goles y cayeron por 5–4 en la tanda de penaltis, con el último lanzamiento del colombiano Andrés Felipe Reyes siendo tapado por el veterano portero Sean Johnson; y tres días después el 30 de julio, se dio otra igualada, a un gol ante el club mexicano yendo a una nueva definición por penaltis, y los Bulls nuevamente perderían por 5 a 4 en muerte súbita, siendo que Dylan Nealis en el sexto y último lanzamiento intentó un disparo al centro que no engañó al arquero de los tuzos y tras el cobro acertado del joven Sergio de los Ríos, se consumó la eliminación de los de Schwarz de la competencia. Mientras la Leagues Cup continuaba en agosto, los Red Bulls continuaban a reforzar su plantilla, consiguiendo contratar a préstamo por un año al centrocampista uruguayo Felipe Carballo procedente del Grêmio FBPA brasileño, para llenar su última plaza de Jugador Franquicia. Ya con su plantilla completa, los neoyorquinos retornaron a la actividad liguera con un empate de visita en Charlotte el 24 de agosto. Sin embargo, para mala fortuna del equipo, el cierre de campaña sería muy negativo; pues de sus últimos nueve cotejos sólo ganaron uno, además de que una derrota ante Philadelphia Union en casa el 31 de agosto cortó una racha de 12 partidos sin perder como local; sumado a otros dos descalabros en casa, entre ellos un 1–5 en contra de su mayor rival, New York City FC, en el derbi de la ciudad, el 28 de septiembre. A pesar de este mal cierre, el onceno de Schwarz recuperaría la esperanza en octubre pues terminaron en séptimo lugar de la Conferencia Este, asegurando su decimoquinta temporada consecutiva con playoffs, y Emil Forsberg se recuperó por completo de su lesión, reintegrándose al equipo. Asimismo, tras anotar 14 goles en la temporada MLS y ser el máximo goleador del equipo, Lewis Morgan fue reconocido con el galardón al Espíritu de Superación (Comeback Player).
En la primera ronda, la franquicia de Red Bull se vería las caras frente al segundo sembrado, el campeón vigente Columbus Crew. Y con el nuevo formato de los playoffs, se debía definir a una serie de tres partidos y el que ganara dos juegos pasaba a la siguiente ronda, alternando localías. El primer encuentro de la serie se disputó el 29 de octubre en el Lower.com Field, donde los Red Bulls a pesar de no ser favoritos, se plantaron bien en el campo, y al minuto 25 de juego, tras un córner y dos cabezazos en el área columbusite, Felipe Carballo remataría de volea para vencer al arquero y poner el 0–1, e incluso siguieron yendo al ataque aún con la ventaja, aunque sin poder concretar en el área rival. No obstante, en la parte final del segundo tiempo, su portero paraguayo Carlos Coronel haría dos salvadas importantes para conservar el 0–1, que terminó siendo el marcador final, y los Red Bulls se iban de vuelta a Harrison con la ventaja y podían intentar liquidar la serie en casa. Una semana después, el 3 de noviembre, en el Red Bull Arena se dio el segundo cotejo de la serie, con un encuentro vibrante. Parecía que los neoyorquinos podían amarrar el pase pues con un gol de penalti de Forsberg al minuto 80, se ponían 2–1 en ventaja. Sin embargo, al minuto 90+6 del tiempo agregado, tras un tiro de esquina, Christian Ramirez con un cabezazo en el área chica puso el empate a dos goles final y forzó los lanzamientos de penales. Los locales iban en desventaja de 4 a 3 en la tanda, pues el primer lanzamiento a cargo de John Tolkin fue atajado por Patrick Schulte con el pie derecho. No obstante, en el quinto cobro, Carlos Coronel detuvo el penalti de Yevhen Cheberko e inclinó la balanza anímica a favor de su equipo tras el acierto de Forsberg y el empate a 4 que procedía a la muerte súbita. Para el sexto lanzamiento, ambos tiradores fallaron ante los dos porteros: Coronel tapó el de Max Arfsten a la derecha y Schulte el de Sean Nealis por abajo. El séptimo penalti sería el decisivo, pues primero Coronel tendría su tercera atajada consecutiva ante el tiro raso de Alexandru Mățan y en el turno local, Daniel Edelman mandó un disparo potente hacia el ángulo izquierdo fuera del alcance del guardameta y sellando el 5–4 final, con el que los Red Bulls dejaban tendidos a los campeones vigentes en la cancha y obtenían el pase a las Semifinales de Conferencia.
En dicha etapa, tendrían como contrincante al sexto sembrado, su rival de ciudad, New York City FC, en una edición más del Derbi del Río Hudson, primera en postemporada; estos últimos curiosamente eliminaron en la primera ronda al otro equipo de Ohio, el FC Cincinnati. Los pupilos de Schwarz tuvieron que transitar la metrópoli hasta el feudo rival, en este caso el Citi Field en el distrito de Queens, casa de los New York Mets de las Grandes Ligas y donde el City haría de local; pues el recinto habitual, el Yankee Stadium iba a ser ocupado para el partido de fútbol americano colegial entre las universidades de Army y Notre Dame el día 23 de noviembre. Ese mismo día, en Queens con un ambiente característico de un derbi, comenzó el encuentro con bastante intensidad por parte de los rojos, siendo que al minuto 16 tras un largo despeje del arquero Coronel y control de la pelota de su equipo, Carballo sacó un potente cañonazo que terminó dentro de la portería del equipo celeste para abrir el marcador. No pasó mucho tiempo y tras una atajada de su portero a una chilena de los rivales, al minuto 25 los Red Bulls conseguirían la segunda anotación en un córner que Dante Vanzeir mandó al fondo de la red de Matt Freese tras una serie de rebotes en el área ciudadana. Con el 0–2 los Red Bulls se irían en ventaja al descanso, y para la segunda mitad, Schwarz cambió la táctica y pasó a la defensiva, dejando que los celestes atacaran para intentar conseguir el descuento, mas entre imprecisiones en los disparos y múltiples atajadas de Coronel a llegadas de peligro, los Pigeons no fueron capaces de anotar, por lo que el marcador se mantuvo con el 0–2, y tras el pitido final de Allen Chapman, los rojos aseguraban la victoria en el derbi y el pase a la Final del Este en la casa de su mayor oponente.
Su último rival previo a la MLS Cup sería el cuarto sembrado, el Orlando City, que dejó atrás al Charlotte FC en la primera ronda y a la sorpresa de los playoffs, el Atlanta United, en las semifinales. Por lo tanto, los neoyorquinos tendrían que viajar hacia el sur para medirse con la escuadra floridana en el partido por la conferencia. El 30 de noviembre, se llevó a cabo el encuentro en el Inter&Co Stadium de Orlando, donde el primer tiempo resultaría muy cerrado con algunas llegadas de peligro. Fue entonces que al minuto 31, Carlos Coronel consiguió neutralizar una llegada de los violetas tapando un potente tiro del uruguayo Facundo Torres, siendo una atajada clave para que el partido se fuera al descanso con empate a cero, y asimismo sería muy costosa para los Lions, pues apenas a los dos minutos del segundo tiempo, tras un centro en un tiro libre indirecto, Andrés Felipe Reyes aprovechó una floja marca de los locales y remató de cabeza al segundo poste sin que el guardameta Pedro Gallese pudiera reaccionar, para poner el 0–1 de visita. Fue entonces que Schwarz de nueva cuenta, cambió la táctica, pasando los neoyorquinos a dejarle el balón al Orlando City intentando resistir sus ataques y encontrar oportunidades a la contra. Una estrategia arriesgada para los Bulls, que pudo costarles quedarse con diez jugadores en el campo, pues al minuto 64, en un intento por buscar el esférico, Reyes podría haber recibido una segunda tarjeta amarilla y la roja por una patada a la cabeza de Duncan McGuire, aunque para su suerte el árbitro Rosendo Mendoza sólo señaló la infracción sin sacar ninguna tarjeta. A pesar de ese susto, Schwarz de nuevo tuvo éxito con esa estrategia, ya que los floridanos no llegaron a inquietar a Coronel en busca del empate e incluso, Elias Manoel tuvo la posibilidad de liquidar el juego en el tiempo agregado con una escapada de contraataque a velocidad, mas Gallese lo impidió con una barrida salvadora. Tras esto, con el silbatazo final el marcador se decretó con el 0–1 y los neoyorquinos conseguían dar otra sorpresa y adjudicarse su segunda Conferencia Este en la historia y la posibilidad de ir por su primer título de MLS Cup. Con este resultado, los Red Bulls fueron el primer equipo en llegar a la MLS Cup con el sembrado más bajo en toda la historia y el segundo equipo en la historia de la liga en llegar a la final por la MLS Cup ganando tres juegos de visita en los playoffs; después de que el Chicago Fire lo consiguiera en 1998.

### Resumen de resultados
| Pos | Equipos            | PJ | Pts |
| --- | ------------------ | -- | --- |
| 1   | Inter Miami        | 34 | 74  |
| 2   | Columbus Crew      | 34 | 66  |
| 3   | FC Cincinnati      | 34 | 59  |
| 4   | Orlando City       | 34 | 52  |
| 5   | Charlotte FC       | 34 | 51  |
| 6   | New York City FC   | 34 | 50  |
| 7   | New York Red Bulls | 34 | 47  |
| 8   | CF Montréal        | 34 | 43  |
| 9   | Atlanta United FC  | 34 | 40  |

| Pos | Equipos             | PJ | Pts |
| --- | ------------------- | -- | --- |
| 1   | Los Angeles FC      | 34 | 64  |
| 2   | Los Angeles Galaxy  | 34 | 64  |
| 3   | Real Salt Lake      | 34 | 59  |
| 4   | Seattle Sounders FC | 34 | 57  |
| 5   | Houston Dynamo      | 34 | 54  |
| 6   | Minnesota United FC | 34 | 52  |
| 7   | Colorado Rapids     | 34 | 50  |
| 8   | Vancouver Whitecaps | 34 | 47  |
| 9   | Portland Timbers    | 34 | 47  |

## Sede

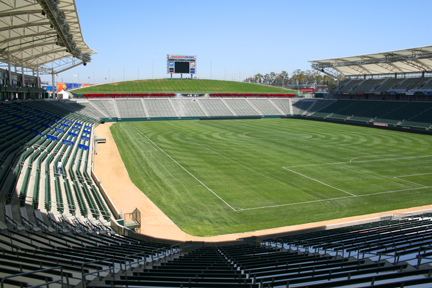
El Dignity Health Sports Park, sede de la final.

El partido decisivo se disputó en el Dignity Health Sports Park en el condado de Carson, cerca de Los Ángeles; estadio donde Los Angeles Galaxy funge como local, debido a que el Galaxy terminó por encima de los New York Red Bulls en la tabla general acumulada. Este recinto cuenta con 27 mil asientos y es parte de un amplio complejo deportivo multiusos ubicado en el campus de la Universidad Estatal de California, Dominguez Hills. Inaugurado en 2003, el Dignity Health Sports Park además de ser la casa del Galaxy, fue también el estadio local para Chivas USA, una franquicia que duró de 2005 a 2014, así como estadio provisional para Los Angeles Chargers de la National Football League, de 2017 a 2019, mientras se construía el SoFi Stadium en Inglewood. El recinto albergó su séptima final de MLS Cup con esta edición 2024; pues en las ediciones de 2003, 2004, 2008 y 2011 fue seleccionado como sede neutral, así como en 2012 y 2014 tuvo al Galaxy como equipo local. Asimismo, esta MLS Cup 2024 fue la novena final de esta competición que se jugase en el área metropolitana de Los Ángeles, pues la edición 1998 se disputó en el Rose Bowl de Pasadena y la de 2022, se jugó en el Banc of California Stadium, del Los Angeles FC.
El 6 de diciembre, el Galaxy anunció la venta total del boletaje para el partido. Las ceremonias previas al juego incluyeron un pequeño recital de parte del rapero Warren G y un festival en el Galaxy Park. Varios autobuses shuttle hacia el estadio fueron ofrecidos para su uso desde la estación de metro Del Amo y el Harbor Gateway Transit Center para antes y después del encuentro. Por su parte, los New York Red Bulls compraron dos mil entradas y las distribuyeron entre su staff, grupos de animación y abonados de la temporada, así como proveyeron un estipendio de 300 dólares de viajes para 700 miembros de los grupos de animación.

## Transmisión
La final de la MLS Cup fue transmitida a nivel mundial de manera gratuita tanto en inglés como en español por medio del MLS Season Pass, un servicio de streaming por suscripción de Apple mediante su marca Apple TV+. La transmisión en inglés tuvo como narrador principal a Jake Zivin y a Taylor Twellman como comentarista; mientras que la narración en español estuvo a cargo de Sammy Sadovnik y Diego Valeri. El MLS Season Pass también tuvo al aire programas de previa y postpartido tanto en inglés como en español. Asimismo, dentro del territorio estadounidense, el partido fue transmitido en televisión por Fox Sports en inglés y por Fox Deportes en español. La cobertura de Fox Sports usó principalmente el material de rodaje del MLS Season Pass, que incluía 17 cámaras compartidas más cuatro cámaras propias. Para la narración de Fox en inglés se tuvo en los micrófonos a John Strong como narrador y a Stu Holden como analista de juego; mientras que la difusión en español en Fox Deportes estuvo a cargo de Rodolfo Landeros y John Laguna como narradores por cada mitad, respectivamente. Para el caso de la televisión canadiense, su transmisión fue acarreada por TSN en inglés, y su estación hermana Réseau des sports (RDS) llevó la cobertura en francés. También, el partido fue difundido en vivo en Times Square en Nueva York por medio de una pancarta digital gigante de 330 x 78 pies (101 x 24 metros).
La transmisión de Fox atrajo 427 mil televidentes, mientras que Fox Deportes tuvo 41 mil espectadores; siendo que la audiencia combinada de 468 mil personas fue un decremento del 47% con respecto al rating de la MLS Cup 2023, que también tuvo cobertura en simultáneo en Fox y el MLS Season Pass. La razón de esta reducción en rating se atribuyó a la competencia y afinidad hacia la difusión de la plataforma de Apple, así como audiencia de juegos de fútbol americano universitario; siendo que el juego de Campeonato de la SEC 2024 se disputó a la misma hora que la MLS Cup. El encuentro también tuvo menor audiencia televisiva que el juego de campeonato de la NWSL 2024 y la final de la USL Championship 2024, ambos al aire en noviembre por CBS.

## Partido

### Resumen
El partido se jugó el 7 de diciembre de 2024 y empezó a la 1:00 p.m. (hora local) en el Dignity Health Sports Park con una asistencia de 26,812 espectadores, incluyendo 2,200 personas, entre seguidores y trabajadores de los New York Red Bulls. Los californianos utilizaron su formación inicial habitual de 4–3–3, con un par de cambios al comienzo de Vanney, siendo que el mediocampo fue conformado por el uruguayo Gastón Brugman, Edwin Cerrillo y Mark Delgado sustituyendo al lesionado Riqui Puig y a Marco Reus. Por su parte, los visitantes iban a comenzar con un 3–4–1–2, con tres defensa, sin embargo, el héroe de la final de conferencia Andrés Felipe Reyes tuvo que ser descartado por una enfermedad y fue reemplazado por Noah Eile. El árbitro principal del encuentro fue Guido Gonzales Jr., que antes pitó la final por el campeonato de la NWSL 2018.
El partido comenzó con el Galaxy teniendo la posesión del balón, y fue entonces que al minuto 9 de juego, tras una serie de 15 pases seguidos, Brugman mandó un pase filtrado para Joseph Paintsil, quien tras ganarle por velocidad a los defensores de los Red Bulls, batió por abajo a Coronel para poner el primer gol del partido. El extremo ghanés celebró la anotación sosteniendo en alto la camiseta de Riqui Puig, en señal de ánimo para su compañero lesionado. No pasaron ni cuatro minutos cuando los angelinos tras una recuperación de la pelota, esta cayó en los pies de Dejan Joveljić  que condujo 40 yardas (37 metros) y que definió con un disparo raso suave entre varios defensas mientras caía al piso, confundiendo al cancerbero neoyorquino e incrustándose dentro de la red, para el 2–0. La celebración del delantero serbio fue en homenaje a una figura pasada de la franquicia galáctica, el irlandés Robbie Keane. Sin embargo, al minuto 28, tras resistir otra llegada angelina, llegaría el descuento de los Bulls, en un tiro de esquina que lanzó Emil Forsberg y que después de varios cabezazos y rebotes en el área del Galaxy, Sean Nealis impactaría de volea para batir a John McCarthy y colocar el 2–1 que le daba vida a los de Sandro Schwarz. Tras el tanto de los Red Bulls, la tónica del partido se volvería de ida y vuelta con ambos conjuntos llegando al área contraria e intentando disparos que ambos porteros detendrían. Aunque al minuto 64, tras un embate por la derecha del Galaxy, el defensor japonés Miki Yamane sacó un trallazo que impactó en el poste, salvando a los Red Bulls del posible tercer tanto angelino. Y nueve minutos después, en una contra los de la Gran Manzana idearon una jugada rápida que terminó con un disparo de Forsberg que pasó muy cerca del arco de McCarthy, privándoles de conseguir el posible empate.

Después, durante el agregado del segundo tiempo, un silbatazo de Gonzales Jr. que señalaba fuera de juego de un jugador neoyorquino fue confundido con el final del cotejo, lo que hizo que los fanáticos locales se metieran a la cancha para festejar la victoria, por lo que tanto los suplentes del Galaxy como su cuerpo técnico y staff tuvieron que apoyar a retirarlos del terreno de juego para poder reanudar el partido. Tras el saque por el offside y que transcurrieran unos cuantos segundos, ya se pitó el silbatazo final, significando el triunfo de Los Angeles Galaxy y la sexta consagración de MLS Cup de la entidad angelina, confirmándola como la franquicia más ganadora de toda la MLS. Al final, para la celebración, el Trofeo Philip F. Anschutz que consagraba a los campeones fue presentado al capitán del equipo angelino, el japonés Maya Yoshida, por el propio propietario y homónimo Philip Anschutz, que agradeció "que los aficionados continuaran teniendo fe en el Galaxy".
| MLS Cup; 7 de diciembre de 2024                  | Los Angeles Galaxy           | 2:1 (2:1) | New York Red Bulls | Dignity Health Sports Park, Carson, California | |
| 13:00 (UTC-8)                                    | - Paintsil 9' - Joveljić 13' | Reporte   | 28' S. Nealis      | Asistencia: 26 812 espectadores Árbitro(s): Guido Gonzales Jr. Árbitros asistentes: Kyle Atkins y Logan Brown VAR: Younes Marrakchi Árbitro asistente del VAR: TJ Zablocki | Asistencia: 26 812 espectadores Árbitro(s): Guido Gonzales Jr. Árbitros asistentes: Kyle Atkins y Logan Brown VAR: Younes Marrakchi Árbitro asistente del VAR: TJ Zablocki |
| MLS Cup MVP: Gastón Brugman (Los Angeles Galaxy) |                              |           |                    | | |

|  |  |

| POR         | 77 | John McCarthy       |     |       |
| DEF         | 2  | Miki Yamane         |     |       |
| DEF         | 25 | Carlos Emiro Garcés |     |       |
| DEF         | 4  | Maya Yoshida        |     |       |
| DEF         | 14 | John Nelson         |     |       |
| MED         | 8  | Mark Delgado        | 38' |       |
| MED         | 20 | Edwin Cerrillo      |     |       |
| MED         | 5  | Gastón Brugman      |     | 75'   |
| DEL         | 11 | Gabriel Pec         |     |       |
| DEL         | 9  | Dejan Joveljić      |     | 78'   |
| DEL         | 28 | Joseph Paintsil     |     | 90+4' |
| Suplentes:  |    |                     |     |       |
| POR         | 35 | Novak Mićović       |     |       |
| DEF         | 15 | Eriq Zavaleta       |     |       |
| DEF         | 24 | Jalen Neal          |     | 90+4' |
| DEF         | 3  | Julián Aude         |     |       |
| DEF         | 19 | Mauricio Cuevas     |     |       |
| MED         | 7  | Diego Fagúndez      |     | 78'   |
| MED         | 52 | Isaiah Parente      |     |       |
| MED         | 18 | Marco Reus          |     | 75'   |
| DEL         | 27 | Miguel Berry        |     |       |
| Entrenador: |    |                     |     |       |
| Greg Vanney |    |                     |     |       |

| POR            | 31 | Carlos Coronel   |     |     |
| DEF            | 12 | Dylan Nealis     |     | 84' |
| DEF            | 3  | Noah Eile        | 35' |     |
| DEF            | 15 | Sean Nealis      |     |     |
| MED            | 17 | Cameron Harper   | 71' |     |
| MED            | 75 | Daniel Edelman   |     | 84' |
| MED            | 5  | Peter Stroud     |     | 65' |
| MED            | 47 | John Tolkin      |     |     |
| MED            | 10 | Emil Forsberg    |     |     |
| DEL            | 13 | Dante Vanzeir    |     | 65' |
| DEL            | 9  | Lewis Morgan     |     |     |
| Suplentes:     |    |                  |     |     |
| POR            | 18 | Ryan Meara       |     |     |
| DEF            | 19 | Wikelman Carmona |     | 84' |
| MED            | 48 | Ronald Donkor    |     | 65' |
| DEL            | 11 | Elias Manoel     |     | 65' |
| DEL            | 22 | Serge Ngoma      |     |     |
| DEL            | 7  | Cory Burke       |     | 84' |
| DEL            | 16 | Julian Hall      |     |     |
| DEL            | 2  | Dennis Gjengaar  |     |     |
| Entrenador:    |    |                  |     |     |
| Sandro Schwarz |    |                  |     |     |

| Reglas de partido - 90 minutos. - 30 minutos de tiempo extra si es necesario. - Tiros desde el punto penal si no se desempata en 120 minutos. - Máximo de nueve suplentes. - Máximo de cinco sustituciones, con un sexto dejados en tiempo extra. |

|                                       |
|                                       |
| Campeón Los Angeles Galaxy 6.º título |

## Postpartido
Tras la victoria en el partido, el Galaxy no sólo extendió su palmarés con su sexta MLS Cup, sino que también mantuvo su racha de no perder como locales en el Dignity Health Sports Park. Greg Vanney se convirtió en el cuarto entrenador en ganar una MLS Cup con dos equipos diferentes, habiéndose consagrado campeón previamente con el Toronto FC en la edición 2017; uniéndose a Bruce Arena, Sigi Schmid y Caleb Porter en esa categoría. Asimismo, los 18 goles que anotó la escuadra angelina en esta edición de playoffs superaron la marca como la mayor cantidad de goles anotados por un equipo en postemporada, dejando atrás el récord de 17 impuesta en 2016 por el Toronto FC dirigida por el mismo Vanney. Gastón Brugman fue nombrado MVP de la MLS Cup, siendo el primer futbolista uruguayo en obtener este premio. Sumado a esto, esta final de 2024 fue la tercera consecutiva para el guardameta John McCarthy, quien hizo historia al ganar la MLS Cup con ambos equipos de Los Ángeles.
El 8 de diciembre, 24 horas después del partido, el Galaxy hizo la celebración del título con sus fanáticos en la Dignity Health Sports´Park Legends Plaza junto a los jugadores y staff de la franquicia acompañado de DJ Vick One como encargado del entretenimiento musical, en un ambiente de alegría y júbilo con aficionados del elenco galáctico de todas las edades. Como campeón de la MLS Cup, el conjunto angelino calificó directamente a los octavos de final de la Copa de Campeones de la Concacaf 2025. Antes ya habían asegurado su cupo por su posición en la tabla general de la temporada regular, y tras campeonar, su lugar por tabla general fue transferido a los Seattle Sounders.
Para la temporada regular del 2025, los dos equipos se enfrentaron el 10 de mayo en el Red Bull Arena de Harrison, Nueva Jersey. El conjunto de la Gran Manzana salió victorioso con un contundente marcador de 7–0, siendo la mayor victoria que han conseguido jugando en casa.